# ای‌اف‌سی کاپ ۲۰۱۱
ای‌اف‌سی کاپ ۲۰۱۱ هشتمین دوره ای‌اف‌سی کاپ بود، یک رقابت فوتبال که توسط کنفدراسیون فوتبال آسیا (ای‌اف‌سی) برای باشگاه‌هایی از "کشورهای در حال توسعه" در آسیا برگزار شد.
تیم نسف قرشی از ازبکستان برای اولین بار قهرمان این رقابت‌ها شد.

## تخصیص ورودی‌ها به ازای هر انجمن
- ۲ تیم از هر یک از انجمن‌های زیر واجد شرایط بودند:
  -  هنگ کنگ
  -  عراق
  -  اردن
  -  کویت
  -  لبنان
  -  مالدیو
  -  عمان
  -  سوریه
  -  ویتنام
  -  یمن
- ۲ تیم از هر یک از انجمن‌های زیر واجد شرایط بود:
  -  بحرین (انصراف داد و با تیمی از  ازبکستان جایگزین شد)
  -  هند
  -  تایلند
- ۴ تیم دعوت‌شده، از انجمن‌های زیر:
  -  اندونزی
  -  عراق
  -  سنگاپور
  -  ازبکستان
- ۵ تیم بازنده از پلی آف مقدماتی لیگ قهرمانان آسیا ۲۰۱۱ (شامل هر یک از فینالیست‌های ای‌اف‌سی کاپ ۲۰۱۰ که معیارهای تعیین‌شده توسط ای‌اف‌سی برای رقابت در لیگ قهرمانان آسیا ۲۰۱۱ را نداشته باشند و بنابراین مستقیماً وارد ای‌اف‌سی کاپ ۲۰۱۱ شوند)

## تیم‌های راه یافته
فهرست شرکت‌کنندگان تأیید شده توسط ای‌اف‌سی به شرح زیر است. ۲۸ تیم مستقیماً به این مسابقات راه یافته‌اند در حالی که ۴ تیم به عنوان بازنده‌های پلی آف مقدماتی لیگ قهرمانان آسیا ۲۰۱۱ به این مسابقات پیوسته‌اند.
| غرب آسیا (گروه‌ها A تا E) | غرب آسیا (گروه‌ها A تا E)                                                           | غرب آسیا (گروه‌ها A تا E) | غرب آسیا (گروه‌ها A تا E) |
| تیم                      | نحوه راهیابی                                                                       | حضور                     | آخرین                    |
| ------------------------ | ---------------------------------------------------------------------------------- | ------------------------ | ------------------------ |
| دهوک                     | قهرمان لیگ برتر عراق ۱۰–۲۰۰۹                                                       | اولین                    | نداشته                   |
| الطلبه                   | نایب قهرمان لیگ برتر عراق ۱۰–۲۰۰۹                                                  | اولین                    | نداشته                   |
| اربیل۱                   | رتبه چهارم لیگ برتر عراق ۱۰–۲۰۰۹                                                   | دومین                    | ۲۰۰۹                     |
| الفیصلی                  | قهرمان لیگ برتر اردن ۱۰–۲۰۰۹                                                       | پنجمین                   | ۲۰۰۹                     |
| الوحدات                  | قهرمان جام حذفی اردن ۱۰–۲۰۰۹                                                       | ششمین                    | ۲۰۱۰                     |
| القادسیه۲                | نایب قهرمان ای‌اف‌سی کاپ ۲۰۱۰ قهرمان لیگ برتر کویت ۱۰–۲۰۰۹ قهرمان جام امیر کویت ۲۰۱۰ | دومین                    | ۲۰۱۰                     |
| الکویت                   | نایب قهرمان لیگ برتر کویت ۱۰–۲۰۰۹                                                  | سومین                    | ۲۰۱۰                     |
| النصر                    | رتبه سوم لیگ برتر کویت ۱۰–۲۰۰۹                                                     | اولین                    | نداشته                   |
| العهد                    | قهرمان لیگ برتر لبنان ۱۰–۲۰۰۹                                                      | پنجمین                   | ۲۰۱۰                     |
| الانصار                  | قهرمان جام حذفی لبنان ۱۰–۲۰۰۹                                                      | سومین                    | ۲۰۰۸                     |
| السویق                   | قهرمان لیگ موبایل عمان ۱۰–۲۰۰۹                                                     | دومین                    | ۲۰۰۹                     |
| العروبه                  | قهرمان جام سلطان قابوس ۲۰۱۰                                                        | دومین                    | ۲۰۰۹                     |
| الجیش                    | سوریه                                                                              | سومین                    | ۲۰۱۰                     |
| الکرامه                  | قهرمان جام حذفی سوریه ۱۰–۲۰۰۹                                                      | سومین                    | ۲۰۱۰                     |
| نسف قرشی۱                | رتبه سوم لیگ ازبکستان ۲۰۱۰                                                         | دومین                    | ۲۰۱۰                     |
| شورتان گذار۳             | رتبه چهارم لیگ ازبکستان ۲۰۱۰                                                       | اولین                    | نداشته                   |
| الصقر                    | قهرمان لیگ یمن ۱۰–۲۰۰۹                                                             | دومین                    | ۲۰۰۷                     |
| التلال                   | قهرمان جام رئیس دولت یمن ۲۰۱۰                                                      | دومین                    | ۲۰۰۹                     |
| الاتحاد                  | قهرمان ای‌اف‌سی کاپ ۲۰۱۰ بازنده پلی آف مقدماتی لیگ قهرمانان آسیا ۲۰۱۱                | دومین                    | ۲۰۱۰                     |
| دمپو                     | قهرمان ای‌اف‌سی کاپ ۲۰۱۰ بازنده پلی آف مقدماتی لیگ قهرمانان آسیا ۲۰۱۱                | پنجمین                   | ۲۰۰۹                     |

| شرق آسیا (گروه‌های F تا H) | شرق آسیا (گروه‌های F تا H)                                                      | شرق آسیا (گروه‌های F تا H) | شرق آسیا (گروه‌های F تا H) |
| تیم                       | نحوه راهیابی                                                                   | حضور                      | آخرین                     |
| ------------------------- | ------------------------------------------------------------------------------ | ------------------------- | ------------------------- |
| چین جنوبی                 | قهرمان لیگ دسته اول هنگ کنگ ۱۰–۲۰۰۹ قهرمان جام چالشی بزرگسالان هنگ کنگ ۱۰–۲۰۰۹ | چهارمین                   | ۲۰۱۰                      |
| پگاسوس                    | قهرمان جام حذفی هنگ کنگ ۲۰۱۰                                                   | اولین                     | نداشته                    |
| کینگفیشر بنگال شرقی       | قهرمان جام فدراسیون هند ۲۰۱۰                                                   | پنجمین                    | ۲۰۱۰                      |
| پرسیپورا جایاپورا۱        | نایب قهرمان سوپر لیگ اندونزی ۱۰–۲۰۰۹                                           | اولین                     | نداشته                    |
| وی‌بی                      | قهرمان لیگ دیوهی ۲۰۱۰                                                          | چهارمین                   | ۲۰۱۰                      |
| ویکتوری                   | قهرمان جام حذفی مالدیو ۲۰۱۰                                                    | چهارمین                   | ۲۰۱۰                      |
| تامپینس روفرز۱            | نایب قهرمان اس‌لیگ ۲۰۱۰                                                         | چهارمین                   | ۲۰۰۷                      |
| چونبوری                   | قهرمان جام حذفی تایلند ۲۰۱۰                                                    | دومین                     | ۲۰۰۹                      |
| هانوی تی‌اندتی             | قهرمان وی‌لیگ ۲۰۱۰                                                              | اولین                     | نداشته                    |
| سونگ لام نه آن            | قهرمان جام حذفی ویتنام ۲۰۱۰                                                    | اولین                     | نداشته                    |
| موانگتونگ یونایتد         | قهرمان ای‌اف‌سی کاپ ۲۰۱۰ بازنده پلی آف مقدماتی لیگ قهرمانان آسیا ۲۰۱۱            | دومین                     | ۲۰۱۰                      |
| سریویجایا                 | قهرمان ای‌اف‌سی کاپ ۲۰۱۰ بازنده پلی آف مقدماتی لیگ قهرمانان آسیا ۲۰۱۱            | دومین                     | ۲۰۱۰                      |

۱ برای بازی در این رقابت‌ها دعوت شدند.
۲ القادسیه نتوانست معیارهای تعیین‌شده توسط ای‌اف‌سی برای رقابت در لیگ قهرمانان آسیا ۲۰۱۱ را برآورده کند و بنابراین مستقیماً وارد ای‌اف‌سی کاپ ۲۰۱۱ شد.
۳ جایگزین الاهلی (قهرمان لیگ دسته اول بحرین ۱۰–۲۰۰۹) شد.

## برنامه
برنامه مسابقات به شرح زیر بود.
| مرحله       | دور           | تاریخ قرعه‌کشی | بازی رفت         | بازی برگشت       |
| ----------- | ------------- | ------------- | ---------------- | ---------------- |
| مرحله گروهی | هفته ۱        | ۷ دسامبر ۲۰۱۰ | ۱–۲ مارس ۲۰۱۱    | ۱–۲ مارس ۲۰۱۱    |
| مرحله گروهی | هفته ۲        | ۷ دسامبر ۲۰۱۰ | ۱۵–۱۶ مارس ۲۰۱۱  | ۱۵–۱۶ مارس ۲۰۱۱  |
| مرحله گروهی | هفته ۳        | ۷ دسامبر ۲۰۱۰ | ۱۲–۱۳ آوریل ۲۰۱۱ | ۱۲–۱۳ آوریل ۲۰۱۱ |
| مرحله گروهی | هفته ۴        | ۷ دسامبر ۲۰۱۰ | ۲۶–۲۷ آوریل ۲۰۱۱ | ۲۶–۲۷ آوریل ۲۰۱۱ |
| مرحله گروهی | هفته ۵        | ۷ دسامبر ۲۰۱۰ | ۳–۴ مه ۲۰۱۱      | ۳–۴ مه ۲۰۱۱      |
| مرحله گروهی | هفته ۶        | ۷ دسامبر ۲۰۱۰ | ۱۰–۱۱ مه ۲۰۱۱    | ۱۰–۱۱ مه ۲۰۱۱    |
| مرحله حذفی  | یک‌هشتم نهایی  | ۷ دسامبر ۲۰۱۰ | ۲۵–۲۴ مه ۲۰۱۱    | ۲۵–۲۴ مه ۲۰۱۱    |
| مرحله حذفی  | یک‌چهارم نهایی | ۷ ژوئن ۲۰۱۱   | ۱۳ سپتامبر ۲۰۱۱  | ۲۷ سپتامبر ۲۰۱۱  |
| مرحله حذفی  | نیمه نهایی    | ۷ ژوئن ۲۰۱۱   | ۴ اکتبر ۲۰۱۱     | ۱۸ اکتبر ۲۰۱۱    |
| مرحله حذفی  | فینال         | ۷ ژوئن ۲۰۱۱   | ۲۹ اکتبر ۲۰۱۱    | ۲۹ اکتبر ۲۰۱۱    |

## مرحله گروهی
قرعه‌کشی مرحله گروهی در ۷ دسامبر ۲۰۱۰ در کوالا لامپور، مالزی برگزار شد. باشگاه‌های یک کشور نمی‌توانستند در یک گروه قرار بگیرند. تیم‌های اول و دوم هر گروه به مرحله حذفی راه یافتند.

### گروه A
| تیم      | بازی | برد | مساوی | باخت | گل زده | گل خورده | گل تفاضل | امتیاز |  | NAS | DEM | ANS | TIL |
| -------- | ---- | --- | ----- | ---- | ------ | -------- | -------- | ------ |  | --- | --- | --- | --- |
| نسف قرشی | ۶    | ۶   | ۰     | ۰    | ۳۰     | ۴        | ۲۶+      | ۱۸     |  | —   | 9–0 | 3–0 | 7–1 |
| دمپو     | ۶    | ۲   | ۱     | ۳    | ۶      | ۱۹       | ۱۳−      | ۷      |  | 0–4 | —   | 2–1 | 2–1 |
| الانصار  | ۶    | ۲   | ۰     | ۴    | ۸      | ۱۲       | ۴−       | ۶      |  | 1–4 | 2–0 | —   | 0–2 |
| التلال   | ۶    | ۱   | ۱     | ۴    | ۹      | ۱۸       | ۹−       | ۴      |  | 2–3 | 2–2 | 1–4 | —   |

### گروه B
| تیم         | بازی | برد | مساوی | باخت | گل زده | گل خورده | گل تفاضل | امتیاز |  | QAD | SHU | ITT | SAQ |
| ----------- | ---- | --- | ----- | ---- | ------ | -------- | -------- | ------ |  | --- | --- | --- | --- |
| القادسیه    | ۶    | ۴   | ۲     | ۰    | ۱۵     | ۵        | ۱۰+      | ۱۴     |  | —   | 4–0 | 3–2 | 3–0 |
| شورتان گذار | ۶    | ۲   | ۳     | ۱    | ۱۰     | ۸        | ۲+       | ۹      |  | 1–1 | —   | 1–1 | 7–2 |
| الاتحاد     | ۶    | ۲   | ۲     | ۲    | ۷      | ۷        | ۰        | ۸      |  | 0–2 | 0–0 | —   | 2–0 |
| الصقر       | ۶    | ۰   | ۱     | ۵    | ۵      | ۱۷       | ۱۲−      | ۱      |  | 2–2 | 0–1 | 1–2 | —   |

### گروه C
| تیم     | بازی | برد | مساوی | باخت | گل زده | گل خورده | گل تفاضل | امتیاز |  | DUH | FAI | JAI | NAS |
| ------- | ---- | --- | ----- | ---- | ------ | -------- | -------- | ------ |  | --- | --- | --- | --- |
| دهوک    | ۶    | ۳   | ۲     | ۱    | ۶      | ۳        | ۳+       | ۱۱     |  | —   | 4–2 | 0–1 | 1–0 |
| الفیصلی | ۶    | ۳   | ۲     | ۱    | ۸      | ۶        | ۲+       | ۱۱     |  | 0–0 | —   | 2–0 | 2–1 |
| الجیش   | ۶    | ۳   | ۲     | ۱    | ۸      | ۴        | ۴+       | ۱۱     |  | 0–0 | 1–1 | —   | 2–1 |
| النصر   | ۶    | ۰   | ۰     | ۶    | ۲      | ۱۱       | ۹−       | ۰      |  | 0–1 | 0–1 | 0–4 | —   |

### گروه D
| تیم     | بازی | برد | مساوی | باخت | گل زده | گل خورده | گل تفاضل | امتیاز |  | WEH | KUW | TAL | SUW |
| ------- | ---- | --- | ----- | ---- | ------ | -------- | -------- | ------ |  | --- | --- | --- | --- |
| الوحدات | ۶    | ۴   | ۲     | ۰    | ۱۱     | ۳        | ۸+       | ۱۴     |  | —   | 1–0 | 0–0 | 5–1 |
| الکویت  | ۶    | ۳   | ۱     | ۲    | ۷      | ۶        | ۱+       | ۱۰     |  | 1–3 | —   | 1–0 | 0–0 |
| الطلبه  | ۶    | ۱   | ۲     | ۳    | ۴      | ۶        | ۲−       | ۵      |  | 0–1 | 1–2 | —   | 1–1 |
| السویق  | ۶    | ۰   | ۳     | ۳    | ۵      | ۱۲       | ۷−       | ۳      |  | 1–1 | 1–3 | 1–2 | —   |

### گروه E
| تیم     | بازی | برد | مساوی | باخت | گل زده | گل خورده | گل تفاضل | امتیاز |  | ARB | AHE | ORU | KAR |
| ------- | ---- | --- | ----- | ---- | ------ | -------- | -------- | ------ |  | --- | --- | --- | --- |
| اربیل   | ۶    | ۴   | ۲     | ۰    | ۱۷     | ۴        | ۱۳+      | ۱۴     |  | —   | 6–2 | 0–0 | 1–1 |
| العهد   | ۶    | ۲   | ۰     | ۴    | ۱۱     | ۱۳       | ۲−       | ۶      |  | 1–2 | —   | 2–0 | 4–1 |
| العروبه | ۶    | ۱   | ۳     | ۲    | ۴      | ۱۰       | ۶−       | ۶      |  | 0–5 | 1–0 | —   | 1–1 |
| الکرامه | ۶    | ۱   | ۳     | ۲    | ۸      | ۱۳       | ۵−       | ۶      |  | 0–3 | 3–2 | 2–2 | —   |

### گروه F
| تیم            | بازی | برد | مساوی | باخت | گل زده | گل خورده | گل تفاضل | امتیاز |  | SLN | SRW | TSW | VB  |
| -------------- | ---- | --- | ----- | ---- | ------ | -------- | -------- | ------ |  | --- | --- | --- | --- |
| سونگ لام نه آن | ۶    | ۴   | ۰     | ۲    | ۱۶     | ۱۰       | ۶+       | ۱۲     |  | —   | 4–0 | 1–2 | 4–2 |
| سریویجایا      | ۶    | ۳   | ۱     | ۲    | ۹      | ۱۱       | ۲−       | ۱۰     |  | 3–1 | —   | 3–2 | 1–1 |
| پگاسوس         | ۶    | ۳   | ۰     | ۳    | ۱۵     | ۱۲       | ۳+       | ۹      |  | 2–3 | 1–2 | —   | 3–0 |
| وی‌بی           | ۶    | ۱   | ۱     | ۴    | ۹      | ۱۶       | ۷−       | ۴      |  | 1–3 | 2–0 | 3–5 | —   |

### گروه G
| تیم               | بازی | برد | مساوی | باخت | گل زده | گل خورده | گل تفاضل | امتیاز |  | MTU | TRV | HTT | VIC |
| ----------------- | ---- | --- | ----- | ---- | ------ | -------- | -------- | ------ |  | --- | --- | --- | --- |
| موانگتونگ یونایتد | ۶    | ۴   | ۲     | ۰    | ۱۴     | ۱        | ۱۳+      | ۱۴     |  | —   | 4–0 | 4–0 | 1–0 |
| تامپینس روفرز     | ۶    | ۳   | ۲     | ۱    | ۱۲     | ۸        | ۴+       | ۱۱     |  | 1–1 | —   | 3–1 | 4–0 |
| هانوی تی‌اندتی     | ۶    | ۲   | ۲     | ۲    | ۵      | ۸        | ۳−       | ۸      |  | 0–0 | 1–1 | —   | 2–0 |
| ویکتوری           | ۶    | ۰   | ۰     | ۶    | ۱      | ۱۵       | ۱۴−      | ۰      |  | 0–4 | 1–3 | 0–1 | —   |

### گروه H
| تیم                 | بازی | برد | مساوی | باخت | گل زده | گل خورده | گل تفاضل | امتیاز |  | CHO | PJY | SCA | KEB |
| ------------------- | ---- | --- | ----- | ---- | ------ | -------- | -------- | ------ |  | --- | --- | --- | --- |
| چونبوری             | ۶    | ۴   | ۱     | ۱    | ۱۸     | ۸        | ۱۰+      | ۱۳     |  | —   | 4–1 | 3–0 | 4–0 |
| پرسیپورا جایاپورا   | ۶    | ۳   | ۲     | ۱    | ۱۴     | ۹        | ۵+       | ۱۱     |  | 3–0 | —   | 4–2 | 4–1 |
| چین جنوبی           | ۶    | ۱   | ۲     | ۳    | ۷      | ۱۴       | ۷−       | ۵      |  | 0–3 | 1–1 | —   | 1–0 |
| کینگفیشر بنگال شرقی | ۶    | ۰   | ۳     | ۳    | ۹      | ۱۷       | ۸−       | ۳      |  | 4–4 | 1–1 | 3–3 | —   |

## مرحله حذفی

### یک‌هشتم نهایی
بر اساس نتایج مرحله گروهی، مسابقات مرحله یک‌هشتم نهایی به شرح زیر تعیین شد. هر مسابقه در یک بازی برگزار شد که میزبان آن برندگان هر گروه (تیم ۱) در مقابل نایب قهرمانان گروه دیگر (تیم ۲) بودند.
| تیم ۱             | نتیجه              | تیم ۲             |
| ----------------- | ------------------ | ----------------- |
| نسف قرشی          | ۲–۱                | الفیصلی           |
| دهوک              | ۱–۰                | دمپو              |
| القادسیه          | ۲–۲ (و.ا.) (۲–۳ پ) | الکویت            |
| الوحدات           | ۲–۱                | شورتان گذار       |
| اربیل             | ۱–۰ (و.ا.)         | تامپینس روفرز     |
| موانگتونگ یونایتد | ۴–۰                | العهد             |
| سونگ لام نه آن    | ۱–۳                | پرسیپورا جایاپورا |
| چونبوری           | ۳–۰                | سریویجایا         |

### یک‌چهارم نهایی
قرعه‌کشی مراحل یک‌چهارم نهایی، نیمه نهایی و فینال در ۷ ژوئن ۲۰۱۱ در کوالا لامپور، مالزی برگزار شد. در این قرعه‌کشی، قانون «حمایت از کشور» اعمال شد: اگر دقیقاً دو باشگاه از یک کشور باشند، نمی‌توانند در مرحله یک‌چهارم نهایی با یکدیگر روبرو شوند؛ با این حال، اگر بیش از دو باشگاه از یک کشور باشند، می‌توانند در مرحله یک‌چهارم نهایی با یکدیگر روبرو شوند.
| تیم ۱             | نتیجه‌نهایی  | تیم ۲             | بازی رفت | بازی برگشت |
| ----------------- | ----------- | ----------------- | -------- | ---------- |
| پرسیپورا جایاپورا | ۱–۳         | اربیل             | ۱–۲      | ۰–۱        |
| چونبوری           | ۱–۱ (۳–۴ پ) | نسف قرشی          | ۰–۱      | ۱–۰ (و.ا.) |
| الکویت            | ۱–۰         | موانگتونگ یونایتد | ۱–۰      | ۰–۰        |
| الوحدات           | ۸–۱         | دهوک              | ۵–۱      | ۳–۰        |

### نیمه نهایی
| تیم ۱    | نتیجه‌نهایی | تیم ۲   | بازی رفت | بازی برگشت |
| -------- | ---------- | ------- | -------- | ---------- |
| نسف قرشی | ۲–۱        | الوحدات | ۱–۰      | ۱–۱        |
| اربیل    | ۳–۵        | الکویت  | ۰–۲      | ۳–۳        |

### فینال
فینال ای‌اف‌سی کاپ ۲۰۱۱ توسط یکی از فینالیست‌ها برگزار شد که با قرعه‌کشی مشخص شد.
| نسف قرشی                       | ۲ – ۱  | الکویت   |
| ------------------------------ | ------ | -------- |
| شومورودوف ۶۲' · پرپلوتکینس ۶۵' | Report | کابی ۶۸' |

| قهرمان ای‌اف‌سی کاپ ۲۰۱۱ |
| ---------------------- |
| نسف قرشی               |
| اولین قهرمانی          |